# 能代市総合体育館
能代市総合体育館（のしろしそうごうたいいくかん）は、秋田県能代市にある総合体育館である。

## 概要
「バスケの街づくり」を目指す能代市の生涯スポーツの中心施設として1993年(平成5年)にオープンした。能代市では1988年(昭和63年)から毎年5月3日～5日にかけて、能代市バスケットボール協会および能代市山本郡バスケットボール協会の主催により、全国から強豪校５校を招聘し能代工高を合わせ６校によるリーグ戦を行う能代カップ高校選抜バスケットボール大会能代カップが行われており、1994年(平成6年)からは当体育館を主会場としている。また、bjリーグに所属する秋田ノーザンハピネッツの試合会場としても使用されている。2007年(平成19年)の秋田わか杉国体ではバスケットボール少年男子の試合会場として、2011年(平成23年)の北東北高校総体ではバスケットボール男子の試合会場として使用された。

## 施設

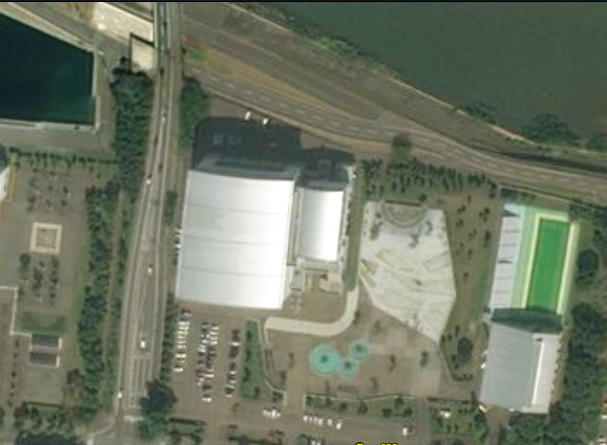
衛星図

### 体育場
- 面積1,896.96m2 (38m×49m)
- 収容人数：合計2,012人
  - 1階席：500人
  - 2階席：1,512人
- 使用種目：バスケットボール2面、バレーボール2面、テニス2面、卓球20台、バドミントン10面、その他
- エアコンがないので、夏場は要注意である。

### 軽運動場
- 面積633.94m2 (33.6m×19.2m)
- バスケットボール1面、バレーボール1面、テニス1面、バドミントン4面、卓球4台、その他

### 格技場
- 面積245.78m2 (15.7m×16m)
- 柔道・剣道・空手・ジャズダンス、その他

### その他
- トレーニングルーム
  - 面積141.84m2

## アクセス
- JR五能線能代駅より徒歩15分。